# Extended play
Extended play (més comunament anomenat EP, que es pot traduir com a durada ampliada, reproducció estesa o cançó llarga) és la denominació d'enregistraments que són molt llargs per a considerar-se senzills, però massa curts per a considerar-los àlbums.
Inicialment es va dir EP al disc de vinil de 7 polzades de diàmetre gravat a 33⅓ RPM. Aquesta diferència de velocitat pel que fa al single (gravat a 45 RPM) li permetia tenir una durada major (un màxim de 25 minuts, 12'30" per cada cara) que la durada del single, la durada màxima de la qual no podia superar els 15 minuts.
Actualment, amb l'arribada del CD la distinció entre single, EP i CD és arbitrària, i està basada en factors tant artístics com comercials. Però, generalment, un EP té una durada màxima de 20-25 minuts i sol ser un disc tipus Mini-CD, a partir d'aquest temps ja hem de parlar d'un àlbum en format CD. No obstant això alguns EP han estat publicats en el format estàndard del CD.